# Reforminstitutet
Reforminstitutet var en marknadsliberal tankesmedja som grundades av Gunnar Hökmark, som var dess verkställande direktör 2000–2003. Institutet sponsrades av Stiftelsen Fritt Näringsliv.
Tankesmedjan återuppväcktes 2013 under nationalekonomen Stefan Fölsters ledning.
Tankesmedjans sista rapport publicerades i april 2019.

## Publikationer
- Nils-Eric Sandberg, Vad innebär marknadshyror?, Stockholm : Reforminstitutet, 2002